# Протагор (Платон)
«Протагор» — один из диалогов Платона (входит в шестую тетралогию диалогов). Относится к IV веку до н. э., точная дата написания неизвестна. Действие диалога происходит не ранее 433 года до н. э. (то есть, в V веке до н. э.).

## Значение
Диалог интересен тем, что описывает встречу философов и упоминает известнейших граждан Афин, сыгравших значимую роль в судьбе города. Описывая событие в доме богача Каллия, Платон выступает как исторический свидетель, поскольку множественные упоминания персоналий и событий дают достаточно точное указание на период описываемой встречи.
Героями «Протагора» являются как участники встречи и собеседники: автор Сократ, Гиппократ, Протагор, Каллий, сын Гиппоника, Продик Кеосский, так и упоминаемые во множестве известные граждане древней Греции. Это второй приезд Протагора в Афины. Сократ ещё не стар, ещё живы Перикл и его сыновья, которые умерли во время чумы 429 г.
Действие диалога происходит до начала Пелопоннесской войны (432 г.). Диалог демонстрирует наличие расхождений в философских убеждениях в V веке до н. э. Он также ценен как свидетельство критического взгляда Сократа на релятивизм и софистику, которая усилиями таких ораторов, как Протагор, провозглашала человека мери́́лом всех вещей.

## Содержание
Сократ рассказывает собеседнику о встрече с мудрым чужеземцем Протагором из города Абдеры. Весть о приезде именитого гостя Сократу принес Гиппократ (сын Аполлодора, брат Фасона). Протагор тем временем остановился у Каллия. По дороге Гиппократ сообщает Сократу, что Протагор софист (σοφιστὴς, 312a), т.е. знаток в "мудрых вещах" (σοφῶν ἐπιστήμονα, 312c). Сократ же полон скепсиса, замечая, что софисты подобны разносчикам знаний (μαθήμασιν, 313с). По его мнению, приобретая знания, нужно прежде разобраться с тем, что полезно.  
В доме Каллия Сократ с Гиппократом застают целую толпу людей: самих Каллия и Протагора, а также двух сыновей Перикла (Парала и Кстантиппа), Хармида, Филиппида, протагорова ученика Антимера, Гиппия Элидского, Продика, Федра, Павсания, Агафона и ряд малоизвестных чужеземцев. Следом за Сократом в дом приходят Алкивиад и Критий. 
Протагор заявляет, что софистами были многие известные люди, в том числе Гомер и Гесиод. В ответ на вопрос Сократа он соглашается, что софисты обучают "искусству государственного управления" (πολιτικὴν τέχνην, 319а). Сократ отрицает возможность обучения этому искусству, поскольку даже сам Перикл не смог передать эти знания своим детям. 
В ответ Протагор рассказывает миф о Прометее, похитившем огонь у богов ради людей. Однако огонь мало помог людям, поскольку для совместной жизни им необходим был стыд (αἰδῶ) и правда (δίκην), которые им дал Зевс через Гермеса (322с). Однако несмотря на то, что все люди причастны правде, тем не менее этой добродетели родители учат своих детей.   
Сократ соглашается, но просит растолковать соотношение добродетели (ἀρετή), справедливости (δικαιοσύνη), рассудительности (σωφροσύνη) и благочестия (ὁσιότης, 329с). Протагор утверждает наличие отдельных нетождественных частей добродетели, так как мужественные бывают несправедливы. Сократ же доказывает внутреннее единство добродетелей, пресекая пространность речей софиста. Протагор отказывается идти на поводу у оппонента и беседа едва не заканчивается, но Каллий хватает Сократа за плащ и упрашивает его остаться (335d).  
Гиппий Элидский предлагает выбрать посредника, который мог бы разрешить спор, но Сократ возражает, не желая быть зависимым от оценки посредника. Протагор продолжает дискуссию, ссылаясь на мнение поэта Симонида о трудности научения добродетели. Сократ обращается к Продику, а затем углубляется в нюансы различия между позициями поэтов Симонида и Питтака. Вердикт Сократа: можно стать хорошим, но невозможно быть хорошим, ибо благи только боги. Затем Сократ протестует против использования чужих мнений. Он возвращается к диалогу о пяти разных качествах: мудрости (σοφία), рассудительности, мужестве (ἀνδρεία), справедливости, благочестии (349b). Возражая Протагору, Сократ настаивает, что добродетели едины и даже мужество не лишено рассудительности, в противном случае его можно признать исступленностью. 
Сократ ставит мудрость выше удовольствий (ἡδονῆ), ибо немудрые удовольствия ведут к страданиям, а мудрость позволяет даже посредством страданий прийти ко благу (ἀγαθόν). Здесь Сократ ставит благо выше сиюминутных удовольствий, ибо "приятное есть благо" (τὸ ἡδὺ ἀγαθόν ἐστιν, 358b), а удовольствия могут конфликтовать с принципом блага. 
Подводя итог, Сократ напоминает, что спор был посвящен добродетели и можно ли ей научиться (является ли она знанием). Он констатирует противоречие и отказ каждого из собеседников от первоначального тезиса. Собеседники в добром расположении духа расходятся.

## Переводчики на русский язык
- Карпов, Василий Николаевич 1863 г.
- Соловьёв, Владимир Сергеевич 1899 г.
- Трубецкой, Сергей Николаевич